# Ladislav Suchomel
Ladislav Suchomel (21. července 1930 Tišnov – 29. července 2019) byl aktivista protikomunistického odboje a Konfederace politických vězňů, kterému prezident ČR Václav Klaus propůjčil dne 28. října 2011 Řád Tomáše Garrigua Masaryka za vynikající zásluhy o rozvoj demokracie, humanity a lidská práva.

## Biografie

### V protikomunistickém odboji
Vyrůstal v Rojetíně. Vyučil se knihkupcem v brněnské Občanské (benediktinské) tiskárně, brzy po únoru 1948 se zapojil do protikomunistických akcí – vylepoval letáky, spolu s dalšími se podílel se na osvobození politických vězňů z brněnské psychiatrické léčebny. Jeho skupina, která si říkala Jánošíci, v odboji pokračovala přepadáváním komunistických funkcionářů na vesnicích, zejména na Tišnovsku. Při těchto akcích však cíleně nikoho nezabili ani nezranili. Během přípravy svého odchodu do zahraničí v roce 1949 padli do léčky Státní bezpečnosti a byli zatčeni. 
Ladislav Suchomel byl odsouzen na 19 let, z trestu si odpykal 14 let, propuštěn byl až v roce 1963.

### Po propuštění z vězení
Po návratu z vězení pracoval v uranových dolech v Dolní Rožínce, k profesi knihkupce se mohl vrátit až v roce 1968. Začal pracovat v brněnské prodejně Charity na dnešním Dominikánském náměstí, kde působil až do odchodu do důchodu. I během této doby byl šikanovaný a sledovaný Státní bezpečností. Po roce 1989 se stal členem Konfederace politických vězňů, účastnil se školních besed o komunistickém bezpráví.
V září 2013 obdržel od brněnského biskupa Vojtěcha Cikrleho medaili sv. Cyrila a Metoděje jako poděkování za dlouholetou obětavou práci.